# 丹麥的威廉明妮
丹麥的威廉明妮（丹麥語：Vilhelmine af Danmark，1808年1月18日—1891年5月30日），丹麥國王弗雷德里克六世的次女。

## 第一段婚姻
1828年，威廉明妮與弗雷德里克王子結婚。弗雷德里克的父親是克里斯蒂安王子，威廉明妮之父弗雷德里克六世的堂弟兼王位繼承人。然而，弗雷德里克王子放蕩的生活習慣以及酗酒問題使兩人的婚姻如同災難。兩人於1834年分居，1837年正式離婚。

## 第二段婚姻
1838年，威廉明妮與什勒斯維希-霍爾斯坦-索恩德堡-格呂克斯堡公爵卡爾結婚。卡爾屬於歐登堡王朝的什勒斯維希-霍爾斯坦-索恩德堡分支，是克里斯蒂安三世的幼子約翰的男系後裔，日後的克里斯蒂安九世的哥哥。威廉明妮與卡爾沒有任何子女。